# Gihonkällan

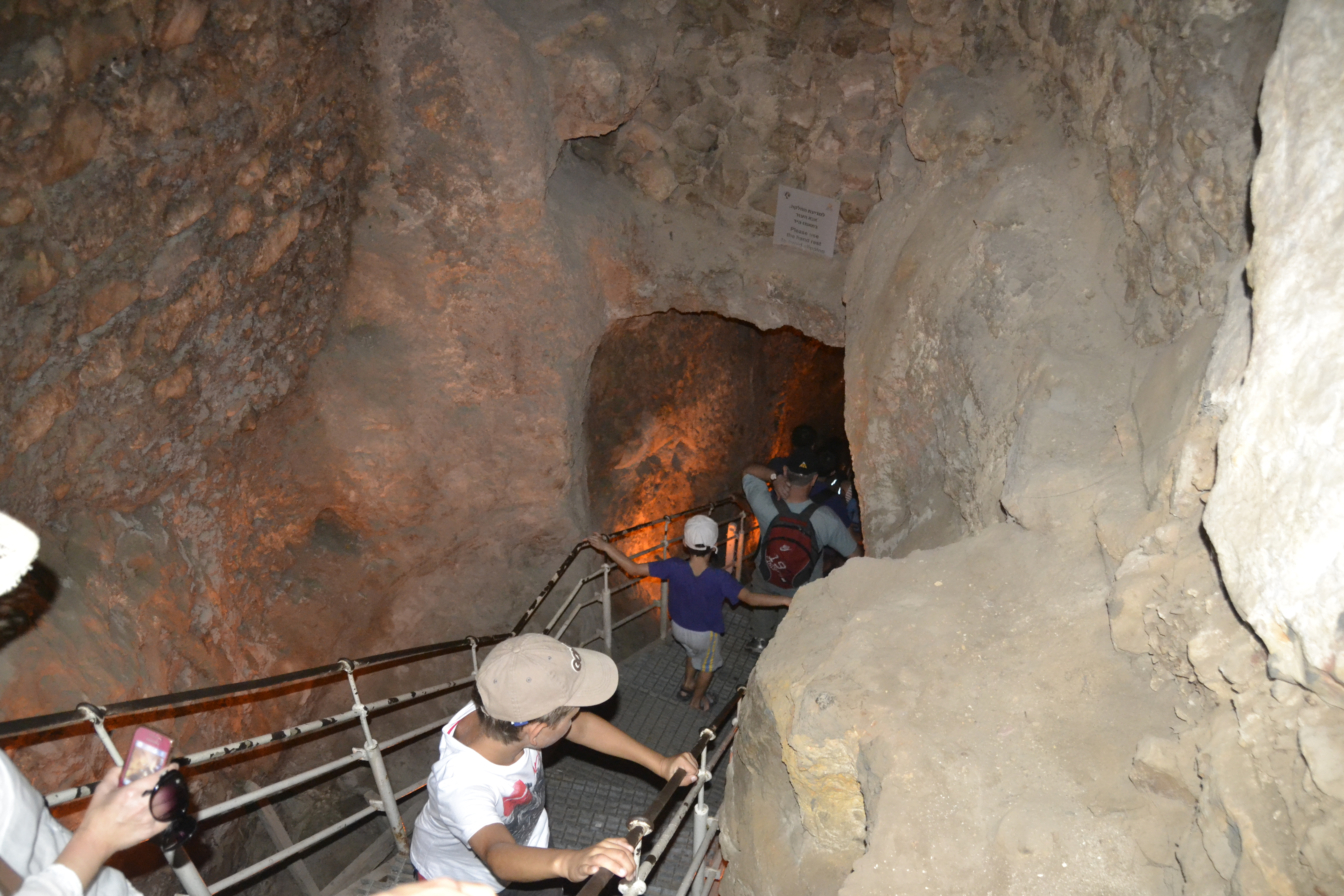
Tunnel till Gihonkällan.

Gihonkällan är en källa i Jerusalem, i Kidrondalen, på Tempelbergets östra sluttning. Dess vatten strömmar längs två akvedukter till Siloadammen. Det är den nuvarande Mariakällan. Den anses ha legat nedanför konungaborgen.
Enligt Första Kungaboken spelade Gihonkällan en viktig roll i kröningsritualen, i det att  Salomo rider ut till källan på Davids mulåsna och blir smord där, varefter han drar in i staden och introniseras. Gihonkällan utbyggdes av Hiskia.
Det finns även teorier om att det är Gihonkällan som avses med namnet Gichon som nämns i Första Moseboken.